# Orthogoniosaurus matleyi
Orthogoniosaurus matleyi es la única especie conocida del género dudoso extinto Orthogoniosaurus ("lagarto de borde recto"), de dinosaurios terópodo posiblemente ceratosauriano que vivió a finales del período Cretácico hace aproximadamente 65 millones de años en el Maastrichtiense. Hallado en la Formación Lameta en Jabalpur, India, está basado en un solo diente, diente fragmentario de sección conservada de 27 milímetros.
Debido a que es el primer nombre publicado para un teropódo de Lameta, se ha utilizado a veces como sinónimo para otros teropódos contemporáneos, por ejemplo Indosaurus y Indosuchus. En su calidad de taxón basado en un diente, ha sido recomendada su no utilización. Ralph Molnar en 1990 notó que la forma del diente es similar a los posteriores de la mandíbula de un teropódo pero se diferencia en que carece del aserrado típico en el borde principal, cosa que es inusual. En la revisión más reciente se lo considera un Ceratosauria nomen dubium.
"Massospondylus" rawesi, otro taxón basado en un solo diente, probablemente de principios del Triásico, es considerado a veces una segunda especie de este género, pero puede no ser un dinosaurio y es sustancialmente más antiguo.